# 米格尔·安赫尔·冈萨雷斯·拉萨罗
米格尔·安赫尔·冈萨雷斯·拉萨罗（西班牙語：Miguel Ángel González Lázaro，1938年9月24日—2022年7月4日），西班牙男子篮球运动员。

## 生平
1938年生于瓦倫西亞。16岁开始篮球职业生涯，后被选入西班牙国家男子篮球队，参加了1960年罗马奥运会（第14名）、1963年欧洲篮球锦标赛（第7名）和1965年欧洲篮球锦标赛（第11名）。他还曾在1963年地中海运动会获得银牌。
他在1960年代还效力于皇家馬德里籃球隊、巴塞罗那足球俱乐部篮球队等西甲球队。1974年退役。2022年7月4日逝世。